# Santiago Ezquerro
Santiago Ezquerro (född 14 december 1976 i Calahorra, La Rioja) är en spansk före detta fotbollsspelare som avslutade karriären i spanska förstadivisionsklubben CA Osasuna. Ezquerro spelade även för Atlético Madrid, RCD Mallorca, Athletic Bilbao och FC Barcelona.